# Dioptis aeliana
Dioptis aeliana är en fjärilsart som beskrevs av Bates 1862. Dioptis aeliana ingår i släktet Dioptis och familjen tandspinnare. Inga underarter finns listade i Catalogue of Life.